# Lukas Haselmayr
Lukas Haselmayr (* 16. August 2006 in Korneuburg) ist ein österreichischer Fußballspieler.

## Karriere
Haselmayr begann seine Karriere beim SV Stockerau. Im September 2014 wechselte er zum SK Rapid Wien. Bei Rapid durchlief er ab der Saison 2020/21 auch sämtliche Altersstufen in der Akademie. Im Mai 2024 gab er sein Debüt für die Amateure der Wiener in der Regionalliga. Dies blieb sein einziger Einsatz in der Saison 2023/24, mit Rapid II stieg er in die 2. Liga auf.
Sein Debüt in der 2. Liga folgte dann im April 2025, als er am 23. Spieltag der Saison 2024/25 gegen die SV Ried in der 81. Minute für Erik Stehrer eingewechselt wurde.